# Egérfarkú denevérek
Az egérfarkú denevérek (Rhinopomatidae) az emlősök (Mammalia) osztályába, a denevérek (Chiroptera) rendjébe, a kis denevérek (Microchiroptera) alrendjébe tartozó  család. A családba egyetlen nem tartozik.
Jellegzetességük nagyon hosszú, szabadon álló farkuk, melyről nevüket is kapták.

## Rendszerezés
A családba az alábbi nem és 4 faj tartozik:
- Rhinopoma (E. Geoffroy, 1818)
  - kis egérfarkú-denevér (Rhinopoma hardwickei)
  - nagy egérfarkú-denevér (Rhinopoma microphyllum)
  - Rhinopoma muscatellum
  - Rhinopoma macinnesi